# 경기도미술관
경기도미술관(京畿道美術館)은 대한민국 경기도 안산시에 위치한 도립 미술관이다.

## 연혁
- 2006.10.25 경기도미술관 개관
- 2008.03.01 경기문화재단으로 통합운영
- 2008.08.14 영문명칭 변경(Gyeonggido Museum of Art → Gyeonggi Museum of Modern Art)
- 2009.10.29 부설 경기창작센터 개설
- 2013.07.31 어린이 전용 복합 공간 ‘어린이 꿈★틀’ 개관

## 경기도미술관 주요 전시
경기도의 주요 정치, 사회, 문화 이슈를 주제로 한 <경기 아트 프로젝트전>, 현대미술의 다양한 형식과 내용을 조명하는 <동시대 현장>, 미술 인접 분야와의 협업을 통해 미술 영역의 확장 현상과 장르 간 통섭 효과를 살펴보는 <크로스 장르전>, 국제 미술 교류를 활성화하기 위한 <국제전>, 미술관 소장 작품들을 위한 <가족 체험전> 등의 기획 전시를 운영한다.

## 교육 프로그램
현대미술에 대한 이해를 높이고 미술 애호인의 저변을 확대하기 위한 기획 강좌 '경기 모마렉처스', 미술에 대한 전문적인 시각과 동시대 이슈들을 함께 생각해보는 '국내외 명사 초청 특강' 등이 진행된다. 전문인 양성 교육으로는 도슨트 스탭과 문화자원봉사 활동 지원을 위한 '도슨트 양성 교육 프로그램'을 운영하고 있다. 아울러 어린이, 청소년을 대상으로 전시에 대한 이해도를 높이고 창의적인 문화 예술 체험을 할 수 있는 다양한 프로그램을 진행 중이다.

## 커뮤니티 & 특별기획 프로그램
- 함께하는 경기도미술관

경기도의 각종 문화공간을 찾아가 해당 지역 작가들의 작품과 경기도미술관 소장품을 함께 전시하는 쌍방향 문화예술 기획 프로젝트이다. 이를 통해 미술관은 다양한 지역과의 문화예술 교류 협력 및 지역 미술 활성화, 현대 미술의 대중화, 문화 네트워크 구축에 기여하고자 한다.

- 특별기획 프로그램

무용, 음악, 퍼포먼스 등 다른 장르와의 협력을 통해 미술관 기능을 확장하고 도민에게 다채롭고 수준 높은 문화예술 향유 기회를 제공하고자 함. 보는 예술과 듣는 예술의 결합을 시도한 '미술이 음악을 만났을 때', 타장르 예술 공연을 연결한 전시 공감형 참여 프로젝트 '전시장에서 생긴 일'을 비롯 '5월 어린이날', '10월 미술관 개관일'을 기념한 기획 프로그램을 운영 중이다.

## 같이 보기
- 대한민국의 박물관과 미술관 목록